# Юрчик Юрій Олександрович
Ю́рій Олекса́ндрович Ю́рчик (24 червня 1985, Хмельницька область — 8 січня 2023, під м. Соледар, Донецька область) — український військовослужбовець, полковник Державної прикордонної служби України, учасник російсько-української війни. Герой України (2023, посмертно).

## Життєпис
Юрій Юрчик народився 24 червня 1985 року на Хмельниччині в місті Старокостянтинів.
Навчався в Національній академії Державної прикордонної служби України імені Богдана Хмельницького.
Учасник АТО. 
Майже 20 років прослужив у Державній прикордонній службі України. Офіцер зведеного прикордонного загону.
Допомагав тяжкопораненим військовослужбовцям суміжного підрозділу Сил оборони України евакуюватися. Загинув 8 січня 2023 року внаслідок масованого ворожого обстрілу під м. Соледар на Донеччині.
Похований 10 січня 2023 року в м. Старокостянтинів на Хмельниччині.
Залишилися дружина й донька.
19 січня 2024 року під час церемонії у Маріїнському палаці Президент України Володимир Зеленський вручив 30 сертифікатів на отримання квартир військовослужбовцям Сил оборони, яким присвоєно звання Героя України, та родинам полеглих Героїв; один із сертифікатів було вручено рідним полковника Юрія Юрчика.

## Нагороди
- звання Герой України з удостоєнням ордена «Золота Зірка» (23 лютого 2023, посмертно) — за особисту мужність і героїзм, виявлені у захисті державного суверенітету та територіальної цілісності України, вірність військовій присязі[2].